# Varga Jenő (politikus)
Varga Jenő (1903-ig Weisz Jenő) (Nagytétény, 1879. november 6. – Moszkva, 1964. október 7.) pék, földrajz-történelem szakos tanár, szociáldemokrata politikus – a Magyarországi Tanácsköztársaság pénzügyi népbiztosa (pénzügyminisztere) – majd nemzetközi tekintélyt szerzett kommunista közgazdász, a Komintern gazdasági szakértője, a Szovjetunió Tudományos Akadémiájának tagja, a Magyar Tudományos Akadémia tiszteleti tagja. Számos nyelvre lefordított, csaknem 80 könyvének, 500 cikkének és tanulmányának döntő hányadát 1919 után, emigrációban írta, orosz nyelvterületen Евгений Самуилович Варга, míg angol és német nyelvterületen Eugen Varga néven ismerik. Álneve: Balog István. Munkássága elismeréseként a szovjet kormánytól háromszor is megkapta a Lenin-rendet.
Egyes történészek azt hangoztatják, hogy Varga Jenő 1943 után vezetője volt a Politbüro alá tartozó, háborús kártérítéssel foglalkozó szovjet munkacsoportnak. Javaslataival ugyanakkor hozzájárult a szovjet típusú kényszermunka-táborok létezéséhez, a külföldi civil lakosság elhurcolásához – mindezt 1922-ben vetette fel először.

## Élete és munkássága
Weisz Sámuel és Singer Julianna fiaként született szegény zsidó családban. Falusi tanító apja elvesztette állását, amikor egy gazdag növendékét megfenyítette és attól fogva nem talált tanítói munkát, így gyermekei képzését nem tudta anyagilag fedezni. Nyolc testvére közül Varga Jenő volt a legfiatalabb. Tízéves korától egy parasztgazdaságban dolgozott, később kitanulta a pékmesterséget, majd kereskedelmi alkalmazott lett és munka mellett képezte magát. „Gimnáziumi tanulmányai után 1902-ben a budapesti egyetemre iratkozott be. Történelmet, közgazdaságtant és filozófiát tanult, később Berlinben és Párizsban is.”
1906-ban lépett be a Magyarországi Szociáldemokrata Pártba. „1907-ben a kanti antinómiákról írt dolgozatával doktorált filozófiából. A budapesti egyetemen a neves filozófus, Alexander Bernát volt egyik tanára.”
1907-től a Népszava belső munkatársa, majd közgazdasági rovatának szerkesztője lett. Közgazdasági, szociológiai munkái a Népszava, a Szocializmus és a Die Neue Zeit hasábjain jelentek meg, mely utóbbi Karl Kautsky vezetésével a marxizmus legjelentősebb elméleti folyóirata volt akkoriban. 1910 és 1914 között Hilferding finánckapitalizmus elméletéhez naprakészen kapcsolódva, önálló kutatásokat végzett a magyarországi kartellek témájában, melyet első nagyobb tanulmányaként 1912-ben publikált. Kutatásai mellett előadásokat tartott a Galilei Körben és a Társadalomtudományok Szabadiskolájában. 1911-ben földrajz-történelem szakos középiskolai tanári diplomát szerzett, s még ugyanebben az évben feleségül vette a szintén izraelita vallású Grün Saroltát. Tanított a budapesti, VIII. kerületi Vas utcai felső kereskedelmi iskolában.
Az első világháború ideje alatt a Népszavánál dolgozott. Tagja volt a Vasárnapi Körnek. Politikai irányvonalát tekintve az MSZDP baloldalának egyik legkövetkezetesebb képviselője volt. Az 1918-as októberi polgári demokratikus forradalom után bevonták az MSZDP vezetőségébe. Ugyanebben az időszakban egyetemi tanári kinevezést kapott a Budapesti Tudományegyetemre. Már ekkor elismert elméleti közgazdász volt. Igen termékeny szerzőnek bizonyult, számos cikket írt az aktuális politikai eseményekről, munkanélküliségről, államosításról, földreformról, adóztatásról, nemzetiségi kérdésről, beleszőve az MSZDP baloldalának gazdasági és politikai programját. A Tanácsköztársaság idején pénzügyi népbiztos, majd a szociális termelés népbiztosa és a Népgazdasági Tanács elnöke. A napi irányítási teendők mellett, távlati gazdasági tervezéssel is foglalkozott, javaslatokat dolgozott ki.

### Emigrációban
A Magyarországi Tanácsköztársaság bukása után, 1919 augusztusában külföldre menekült a felelősségre vonás elől. Először Ausztriában, Karlsteinben volt fogságban, ahol megírta a Magyarországi Tanácsköztársaság gazdaságpolitikájáról szóló könyvét, melyet Lenin kritizált, de alapvetően nagyra értékelt. A későbbiekben még többször visszatért a Tanácsköztársaság gazdasági tapasztalatainak értékeléséhez. Komolyan érdekelte Sigmund Freud pszichoanalitikus módszere, – már 1918-ban belépett a Magyarországi Pszichoanalitikai Egyesületbe, – ezért az internálásból való szabadulása után Bécsbe utazott: „Írt Freudnak, és találkozót kért tőle. Freud 1920. február 20-ára hívta meg a Berggasséba. Freud információi a Tanácsköztársaság hónapjairól szemmel láthatóan nem voltak feltétlenül jóindulatúak, hiszen ezekkel a szavakkal fogadta Vargát: »No, vérszomjasnak éppen nem látszik!« E beszélgetés során Varga nyilvánvalón engedélyt kért arra, hogy részt vehessen a Bécsi Pszichoanalitikus Egyesület ülésein. Megkapta az engedélyt, és lányának adatai szerint hetente részt vett egy magánszemináriumon Freud lakásában. A dokumentumok szerint 1920 februárja és júniusa között a bécsi egyesület hat ülésén vett részt.”
1920-tól Szovjet-Oroszországban élt, tagja lett az SZKP-nak. 1920-ban, a Komintern II. kongresszusán, ahol a Kommunisták Magyarországi Pártját képviselte, megismerkedett Leninnel, akivel az elkövetkező évek során levelezésben állt. Ettől fogva aktívan dolgozott a Kominternben, a III. kongresszus előkészítő anyaga volt a tőkés világgazdaság válságáról írott tanulmánya, a IV., V. (1924) és VI. (1928) kongresszusoknak pedig egyik előadója volt. A Komintern elismert gazdasági szakértőjének számított. 1921 szeptemberében Lenin és a Komintern Végrehajtó Bizottságának megbízásából Berlinbe ment, hogy megszervezze és irányítsa a Statisztikai Tájékoztató Intézetet, melyet 1927-ig vezetett. A negyedévenként, több nyelven megjelent Internationale Presse-Korrespondenz (INPREKORR) gazdasági jelentéseinek szerzője és az évtized második felében az Új Március rendszeres publicistája volt. A Parasztinternacionálé 1923-as moszkvai kongresszusán szakértői előadást tartott. 1927-ben megszervezte Moszkvában a Szovjetunió Akadémiája Világgazdasági és Világpolitikai Intézetét, melynek igazgatójaként dolgozott 1947-ig, az intézet megszűnéséig. 1928-ban, a Komintern VB póttagjának választották. A Vörös Professzúra rendszeres előadója ezekben az években. „…vastag kötetnyi feljelentésanyagot gyűjtött a GPU” róla, de megúszta a letartóztatásokat, mivel Sztálin két alkalommal is személyesen szólt az érdekében. Említésre méltó még ebből az időből, hogy „…Varga felesége és Nagyezsda Krupszkaja szoros barátságban állt. Később megpróbálták kölcsönösen átsegíteni egymást a sztálinista diktatúra csalódásain és keserűségein.”
1939-től a Szovjetunió Tudományos Akadémiájának tagja, a Világgazdaság és Világpolitika című folyóirat főszerkesztője lett. A második világháború után visszavonult a politikától és a tudománynak szentelte élete hátra lévő éveit. Személyiségének egyik alapjellemzője volt, hogy bármekkora befolyással is rendelkezett, igyekezett a háttérben maradni. Mindig figyelemmel kísérte a magyarországi történéseket, 1945 után számos alkalommal hazalátogatott. Nagy valószínűség szerint az ő felvetésére hurcolták a Szovjetunióba kényszermunkára a magyar polgári lakosság egy részét, vagyis ő volt a málenkij robot kiötlője. Gazdasági szakértőként jelentős szerepet tulajdonítottak neki a második világháború utáni magyarországi hiperinfláció megállításában és a gazdaság stabilizációjában, holott ez valójában főleg névrokonának, Varga István közgazdásznak volt az érdeme. Szerepe volt továbbá a tervgazdálkodás elindításában, az első távlati tervek létrehozásában. 1955-ben a Magyar Tudományos Akadémia tiszteleti tagjává választotta. Munkáját, érdemeit három alkalommal is Lenin-renddel ismerte el a Szovjetunió kormánya.

## Tudományos öröksége és hazai emlékezete
Varga Jenő a marxista, kommunista közgazdaságtudomány nemzetközileg elismert elméleti kutatója volt, a Tanácsköztársaságról írott könyve, sokoldalú tudása Lenin figyelmét is felkeltette. Terjedelmes életművén – csaknem 80 könyv, 500 cikk és tanulmány –, marxista közgazdászok generációi nevelkedtek. Titkos emlékiratait, – melyet csak 1994-ben, 30 évvel halála után publikáltak, csak német nyelven, – azzal az instrukcióval adta át lányának, hogy „legalább húsz évig ne olvassa el és senkinek se mutassa meg”. Röviddel halála előtt elhatárolódott a sztálinizmustól, de a Szovjetunióval szembeni kritikáját csak halála után hozták nyilvánosságra.
Közgazdász. MKKE lapja. 1964. 16. sz. Meghalt Varga Jenő. Varga Jenő szerepe az infláció megállításában, a forint megteremtésében.
A Budapesti Corvinus Egyetem Kinizsi utcai kollégiuma viseli Varga Jenő nevét. A Pesterzsébeti Közgazdasági Középiskola és Szakiskola alapításától (1964) 2008-ig, míg Budafokon a mai Városház tér viselte a nevét az 1990-es évek elejéig.

## Magyarul megjelent művei
- A drágaság; Népszava, Bp., 1912
- A magyar kartellek. Honnan származnak a milliók?; Népszava, Bp., 1912
- Bulgária (1915)
- Olaszország (Népszava Könyvkereskedés, 1915)
- Az imperializmus gazdasági bírálata (Politzer Zsigmond és Fia kiadása, 1916)
- Hogyan lehet munka nélkül megélni? munkanélküli jövedelem eredete; Népszava, Bp., 1917 (Szocialista agitációs iratok)
- A tulajdonságok tanáról a Locke-féle felfogás bírálata kapcsán; Csáthy, Debrecen 1917
- A pénz uralma a békében, bukása a háborúban (Népszava Könyvkereskedés, 1918)
- A lakásügy mint közgazdasági és szociális probléma; Új Magyarország, Bp., 1918 (A Huszadik Század könyvtára)
- Földosztás és földreform Magyarországon (Népszava, 1919)
- A kapitalizmus gazdasági tana. Előadás (1919)
- Munkásigazgatás termelőbiztos, a munkástanács és a szakszervezet feladatairól; Közoktatási Népbiztosság, Bp., 1919
- A Magyar Tanácsköztársaság gazdasági szervezete; OKP Magyar Osztályai Központi Irodája, Moszkva 1920 (Forradalmi írások)
- Koldusvilág; O.K.P. Magyar Osztályai Központi Irodája, Moszkva 1920 (Forradalmi írások)
- A földkérdés a magyar proletárforradalomban (O.K.P. Magyar Agitációs Osztály Központi Iroda, Jekatyerinburg, 1920)
- Balog István–Garai János: Világgazdaság mai helyzete Annalist, Börsen-Zeitung stb. adatai alapján; Phönix, Bp., 1934
- Mit adott Németországnak a ʺtotális mozgósításʺ?; Idegennyelvű Irodalmi Kiadó, Moszkva 1943
- A földbirtokreform és a közélet demokratizálása (Magyar-Szovjet Közművelődési Társaság, 1945)
- A háború hatása a tőkés gazdaságra (Magyar-Szovjet Közművelődési Társaság, 1945)
- A parasztság és az agrárolló; MKP Országos Propaganda Osztálya, Bp., 1946
- A stabilizáció munkabérpolitikájáról; Atheneum Ny., Bp., 1946
- A tőkés gazdaság a II. világháború után (Szikra, 1947)
- A földbirtokreform és a közélet demokratizálása; Új Magyar Könyvkiadó, Bp., 1949
- Az imperializmus gazdaságának és politikájának fő kérdései. A második világháború után (Szikra, 1954)
- A XX. század kapitalizmusa (Kossuth, 1962)
- A jelenkori kapitalizmus és a gazdasági válságok. Válogatott művek (Kossuth, 1964)
- Tanulmányok a kapitalizmus politikai gazdaságtanának problémáiról. (Kossuth, 1965)
- A proletárdiktatúra gazdaságpolitikája. Válogatott írások (1912–1922) (Kossuth, 1976)
- A nagy válság. Válogatott írások (1924–1943) (Kossuth, 1978)
- A tőkés gazdaság a II. világháború után. Válogatott írások (1945–1954) (Kossuth, 1981)
- Gerhard Duda: Jenö Varga und die Geschichte des Instituts für Weltwirtschaft und Weltpolitik in Moskau 1921–1970: zu den Möglichkeiten und Grenzen wissenschaftlicher Auslandsanalyse in der Sowjetunion. Berlin: Akademie Verlag, 1994. (emlékiratok)

## Másodlagos források nyomtatásban
- V. I. Lenin: Levél Varga Jenőhöz. In: Lenin összes művei, 54. köt. Moszkva 1965. (oroszul)
- Bakó Ágnes (szerk.) A szocialista forradalomért. A magyar forradalmi munkásmozgalom kiemelkedő harcosai. Kossuth Könyvkiadó 1975. 737–739. old.
- Munkásmozgalom-történeti Lexikon. Kossuth Könyvkiadó 1976. 684. old.
- Gerhard Duda: Jenö Varga und die Geschichte des Instituts für Weltwirtschaft und Weltpolitik in Moskau 1921–1970: zu den Möglichkeiten und Grenzen wissenschaftlicher Auslandsanalyse in der Sowjetunion. Berlin: Akademie Verlag, 1994.
- Konok Péter: Válság és válságértelmezések. Varga Jenő és Anton Pannekoek. Évkönyv. A nemzetközi munkásmozgalom történetéből. 2006. 148–155. old.
- André Mommen: Stalin's Economist. The Economic Contributions of Jenő Varga (Routledge, London és New York, 2011) Routledge Studies in the History of Economics-sorozat. (angolul) ISBN 978-0415575164

## Másodlagos források interneten
- Magyar zsidó lexikon. Szerk. Ujvári Péter. Budapest: Magyar zsidó lexikon. 1929.
- Raya Dunayevskaya: The Case of Eugene Varga (1949) (angol nyelven). Marxists Internet Archive, 2012. március 12. (Hozzáférés: 2012. március 14.)
- Politikatörténeti és Szakszervezeti Levéltár, PIL 783. f.: Varga Jenő iratainak jegyzéke. Politikatörténeti és Szakszervezeti Levéltár, 2012. március 22. (Hozzáférés: 2012. március 22.)
- Konok Péter: Egy lezárhatatlan vita margójára (magyar nyelven). Eszmélet folyóirat, 64. szám (2004. tél), 2012. március 22. [2014. március 7-i dátummal az eredetiből archiválva]. (Hozzáférés: 2012. március 22.)
- Christfried Tögel: Varga Jenő, a pszichoanalízis, a Tanácsköztársaság és a sztálinizmus (magyar nyelven). Thalassa, 2000/2–3. szám, 2012. március 22. (Hozzáférés: 2012. március 22.)

| Elődje: Szende Pál | Magyarország pénzügyminisztere 1919 | Utódja: Székely Béla és Lengyel Gyula |